# Roger Craig Smith
Roger Craig Smith (St. Joseph, 11 agosto 1975) è un doppiatore statunitense.

## Biografia
È conosciuto principalmente per il suo ruolo di doppiaggio nei videogiochi, come voce ufficiale di Ezio Auditore nelle serie di Assassin's Creed, Chris Redfield nella serie Resident Evil, Siegfried Schtauffen in Soulcalibur IV e Soulcalibur Legends, Sonic the Hedgehog nella serie Sonic e infine Mirage nella serie di Apex Legends. Ha lavorato anche a serie televisive animate come Naruto, Avengers Assemble, Ultimate Spider-Man, Young Justice e Regular Show.

## Doppiatore

### Videogiochi
- Assassin's Creed II, Assassin's Creed: Brotherhood, Assassin's Creed: Revelations, Assassin's Creed: Valhalla (Ezio Auditore)
- Batman: Arkham Origins, Batman: Arkham Origins Blackgate e "Batman: Arkham Shadow" (Batman)
- Dying Light (Kyle Crane)
- Helldivers 2 (controllo della missione)
- Lego Marvel Super Heroes (Captain America, Torcia umana)
- Resident Evil (Chris Redfield)
- Skylanders: Trap Team (Boom Jet, Bushwack)
- Sonic the Hedgehog (Sonic)
- Soulcalibur IV (Siegfried Schtauffen)
- Soulcalibur Legends (Siegfried Schtauffen)
- Star Wars: Battlefront II (Kylo Ren)
- The Wonderful 101 (Wonder Blue)
- Apex Legends (Mirage)
- Yakuza: Like a Dragon, Like a Dragon Gaiden: The Man Who Erased His Name, Like a Dragon: Infinite Wealth (Daigo Dojima)
- Super Smash Bros. Ultimate

### Animazione
- Assassin's Creed: Embers (cortometraggio) (Ezio Auditore)
- Naruto (Idate Morino, Inabi Uchiha, Kota e Raiga Kurosuki)
- Fish Hooks - Vita da pesci (Pass)
- Hulk e gli agenti S.M.A.S.H. (Captain America)
- Planes (Ripslinger)
- Regular Show (Thomas, Batti dieci, Gufo della notte, Chuck, Garrett Bobby Ferguson Jr., John, Frank Smith e altri)
- Sofia la principessa (Luciano)
- Sonic Boom (Sonic the Hedgehog, UT e Dave the Intern)
- Teenage Mutant Ninja Turtles - Tartarughe Ninja (Timothy)
- Transformers: Rescue Bots (Taylor)
- Transformers: Robots in Disguise (Jetstorm, Slipstream, Airazor)
- Ultimate Spider-Man (Captain America)
- Ralph Spaccatutto (Sonic the Hedgehog)
- Young Justice (Ocean Master, L-5 e altri)
- Assassin's Creed IV Black Flag (Ruggiero Ferraro)
- Ralph spacca Internet (Ralph Breaks the Internet), regia di Phil Johnston e Rich Moore (2018)
- Twilight of the Gods (Bjorn) (2024)

## Doppiatori italiani
Da doppiatore è stato sostituito da:
- Renato Novara in Assassin's Creed: Brotherhood, Sonic Generations, Super Smash Bros. Ultimate,[1] Sonic X Shadow Generations (Sonic)
- Diego Baldoin in Assassin's Creed: Revelations, Assassin's Creed: Embers
- Marco Balzarotti in Batman: Arkham Origins, Batman: Arkham Shadow
- Lorenzo Scattorin in Dying Light
- Emiliano Reggente in Ben 10 (Diamante)
- Roberto Stocchi in Ben 10 (Vapore Smythe)
- Paolo Calabrese in Apex Legends
- Mosè Singh in Remnant: From the Ashes
- Marco Pagani in Sonic X Shadow Generations (E-123 Omega)